# Zolder
Zolder est une section de la commune belge de Heusden-Zolder située en Région flamande dans la province de Limbourg. C'était une commune à part entière avant la fusion des communes de 1977.
Le village est situé à 13 kilomètres au nord-ouest de Hasselt. À proximité se trouve le circuit automobile de Zolder.

## Personnalité
- Albert Vanbuel (1940-), prêtre salésien et évêque de Kaga-Bondoro (République centrafricaine)  est né à Zolder.

## Sports
- Sur le territoire de Zolder se trouve un circuit automobile, le circuit de Zolder, appelé aussi « circuit Terlaemen ».
- À proximité du circuit automobile, le vélodrome de Heusden-Zolder (Sport Vlaanderen Heusden Zolder Velodroom Limburg) a été inauguré en 2023[2]. Les championnats d'Europe de cyclisme sur piste 2025 y sont organisés.
- La localité héberge un club de football qui s'illustre dans les séries nationales où il atteint la Division 2 : le K. FC Helzold. Ce cercle disparaît en 1999, dans une fusion avec le K. Heusden SK, pour former le K. Heusden-Zolder.

## Évolution démographique
Source : INS